# Överby kvarn

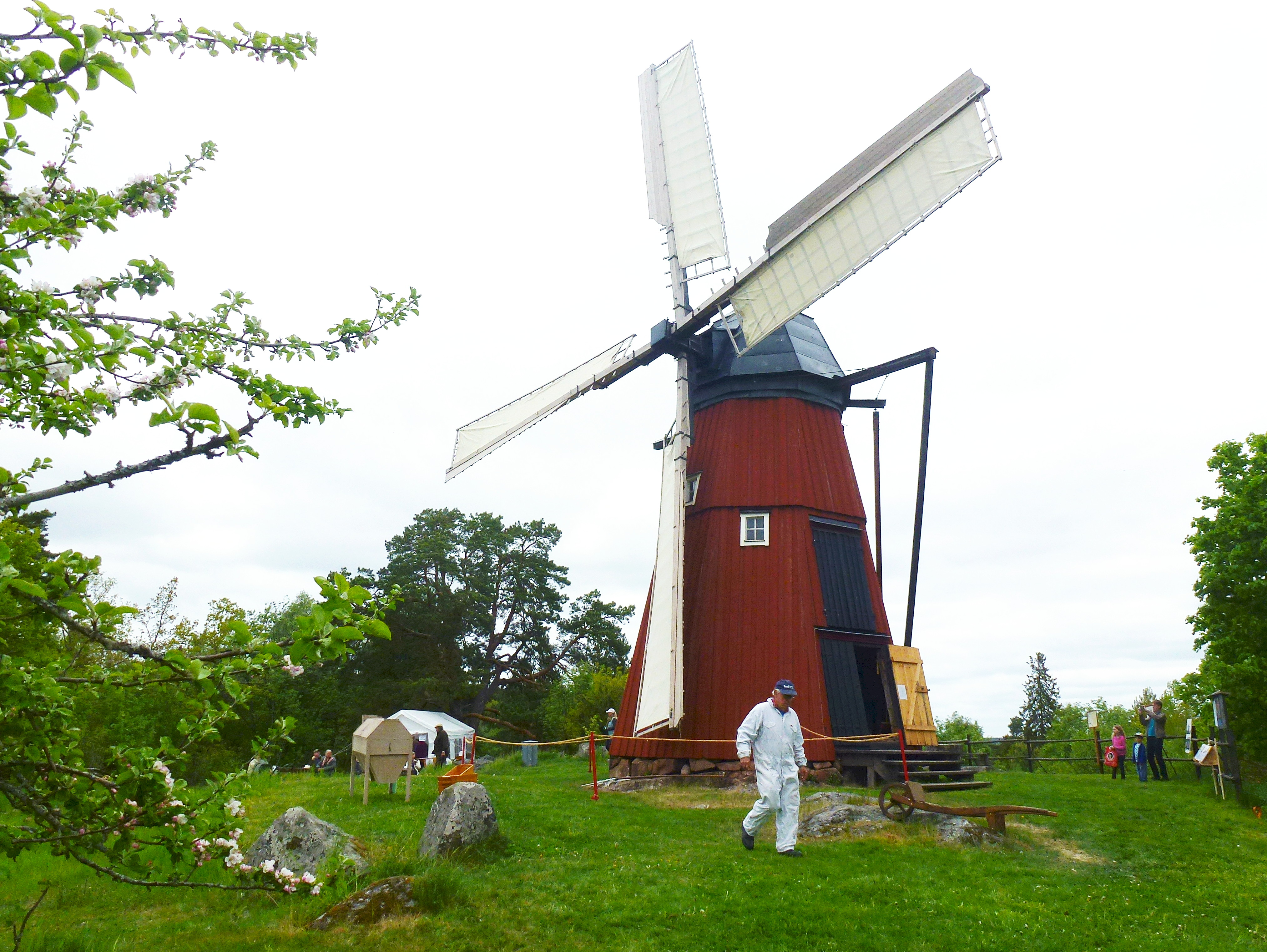
Överby kvarn på kvarndagen 21 maj 2016.

Överby kvarn i Sollentuna kommun, nära gränsen till Upplands Väsby kommun, är en väderkvarn av typen hättkvarn eller holländare, med fast kvarnhus och vridbar hätta. Kvarnen är Stockholms läns enda väderkvarn i drift. Vid två årligen återkommande kvarndagar mals säd till mjöl. Av sex väderkvarnar i Sollentuna återstår nu endast Överby kvarn.

## Historia

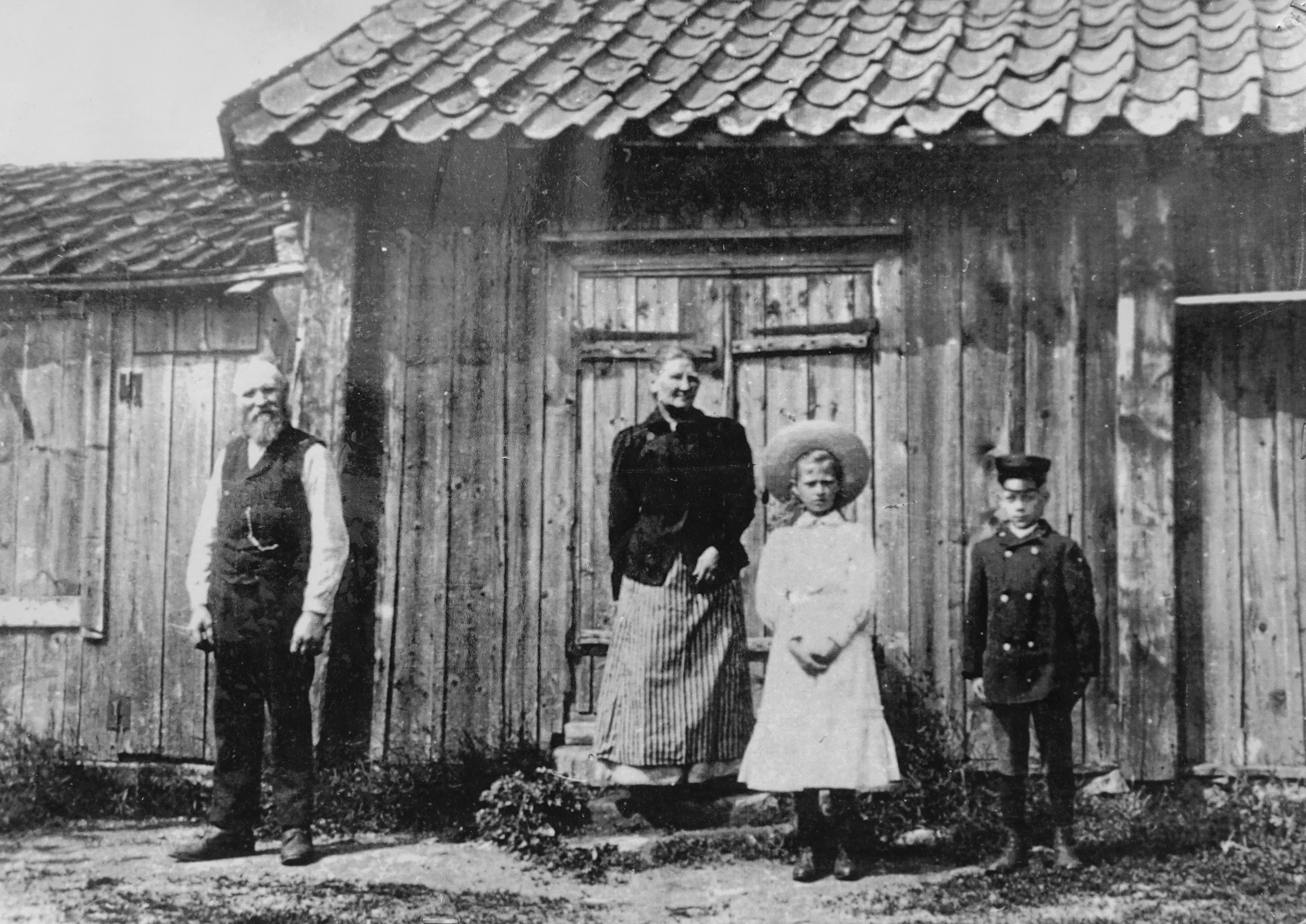
Abraham Karlsson med hustru, 1903.

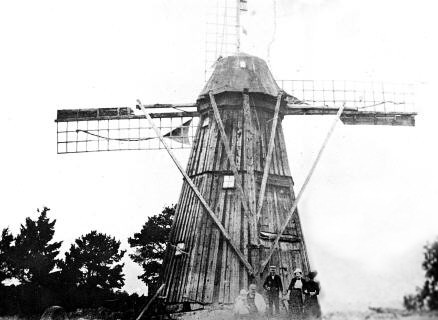
Överby kvarn 1909.

Överby kvarn uppfördes troligen omkring 1850 och hade en föregångare, som möjligen var från 1700-talet. En kvarn i aktuellt läge finns utsatt på karta första gången 1810. Kvarnstenarna från föregångaren finns uppställda som bord utanför kvarnen.  
Överby kvarn som låg under Överby gård var förmodligen en så kallad tullkvarn, som mot betalning (tull) malde för allmänheten. För driften svarade en mjölnare som arrenderade kvarnen.  
Den siste mjölnaren i Överby var Abraham Karlsson, som arrenderade 1895–1909. Därefter stod kvarnen oanvänd och förföll, tills Överby gårds dåvarande ägare Karl Nordgren 1948 skänkte den till Sollentuna hembygdsförening. En upprustning vidtog följande år. Från 1945 och 1953 finns bilder tagna av den då reparerade kvarnen. Nästa upprustning skedde 1967, i samverkan med Sollentuna kommun.  
1992–1995 reparerades kvarnens maskineri och kvarnvingar till brukbart skick. Nya kvarnstenar fick anskaffas samt nya vingar konstruerades då de gamla inte längre fungerade. Fasaderna kläddes med ny panel. Arbetena utfördes under överinseende av Stockholms läns museum. Sedan återinvigning i maj 1995 driftsätts kvarnen två gånger årligen. 
Åren 2014–2015 fick Överby kvarn fyra nya kvarnvingar i högkvalitativ, västsvensk lärk.
Landsnora kvarn, ursprungligen en vattenkvarn, vid Edsvikens nordöstra strand, är ytterligare en bevarad kvarn i Sollentuna. 

## Mjölnare vid Överby
- 1864–1868, August Wahlgren
- 1868–1871, Frans Wilhelm Lindgren
- 1871–1879, Karl Petter Lundgren
- 1879–1888, Gustaf Tolf
- 1888–1895, Karl Otto Appelgren
- 1896–1909, Abraham Karlsson

## Överby kvarn idag
Dagens kvarn är en så kallad hättkvarn vilket innebär att kvarnhuset står fast på marken och överdelen, hättan, är rörlig och kan vridas mot vinden. Kvarnen har två kvarnstenar och består av tre våningar. I översta våningen finns den horisontella kvarnstocken med övergången till den vertikala drivaxeln. I mellanplanet står kvarnstenarna, här mals säden och i nedersta planet vägs mjölet. 
Kvarnen förvaltas, underhålls och drivs av Sollentuna hembygdsförening. Strax öster om kvarnen finns kvarnstugan, idag nyttjad som konstnärsateljé "Betongateljé". Överby gård är numera ett konstcentrum med galleri, butik, café, ateljéer och kursverksamhet.

## Bilder, exteriör

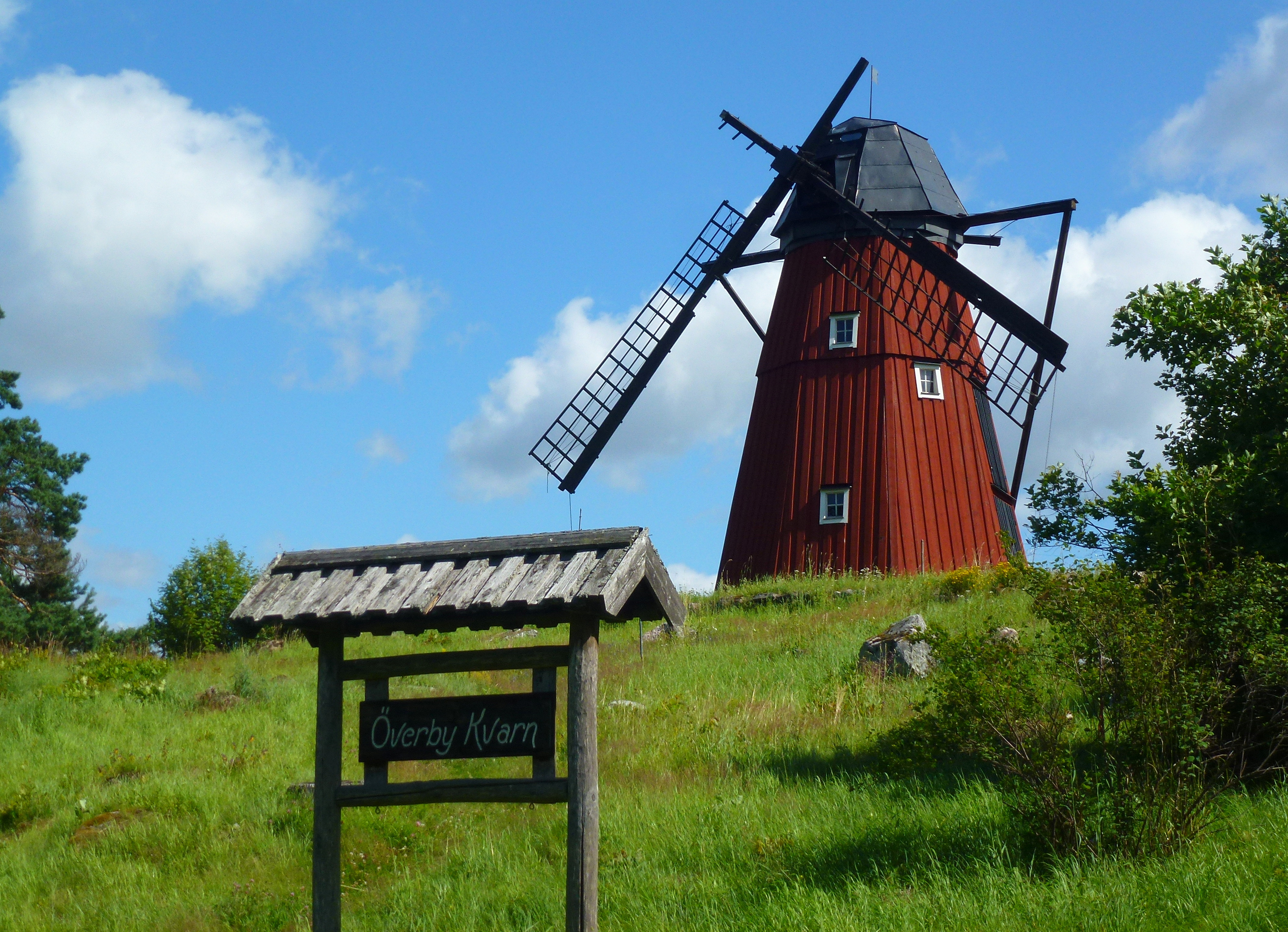
Kvarnen i juli 2015
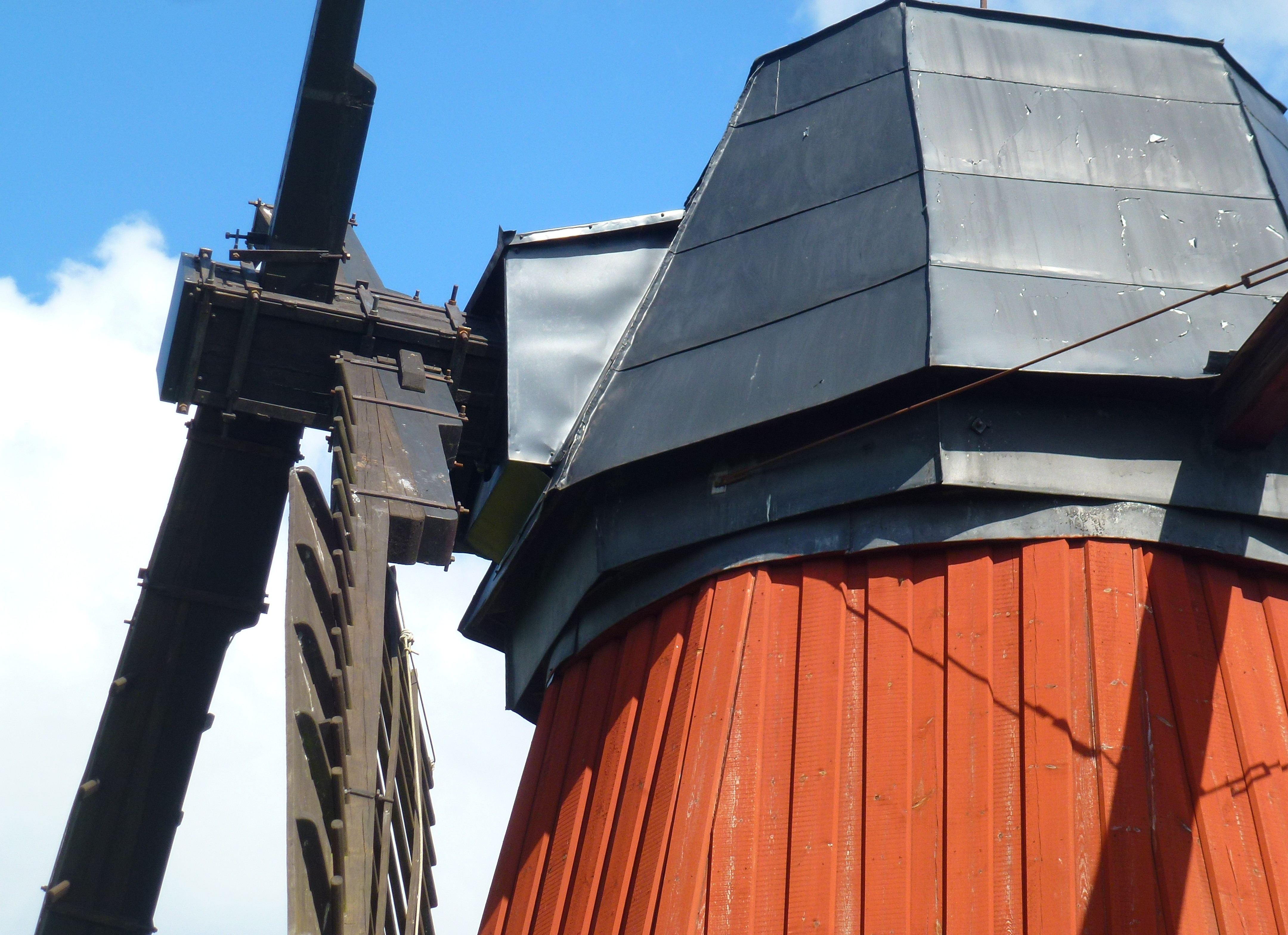
Kvarnens hätta
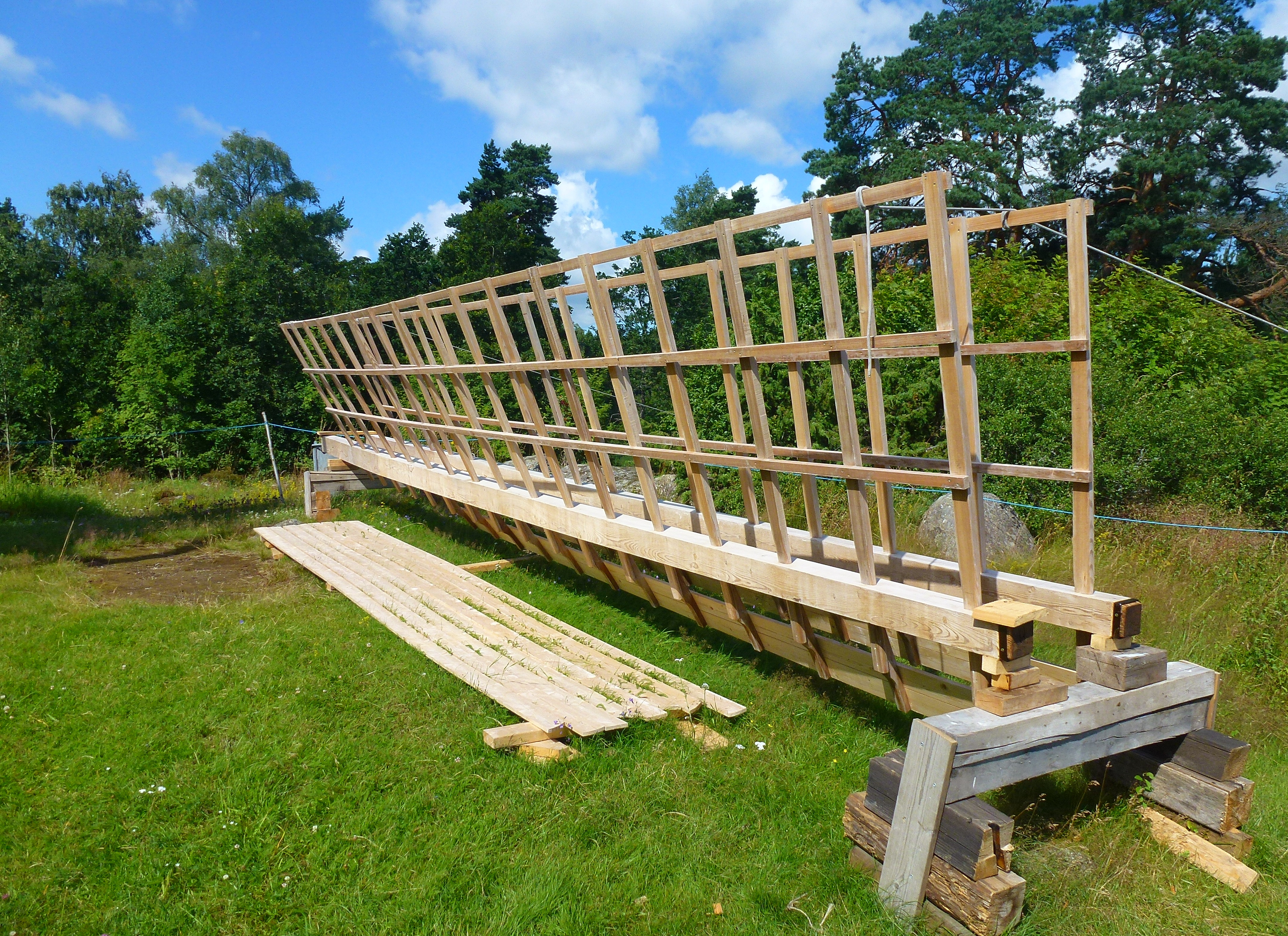
Nya vingar
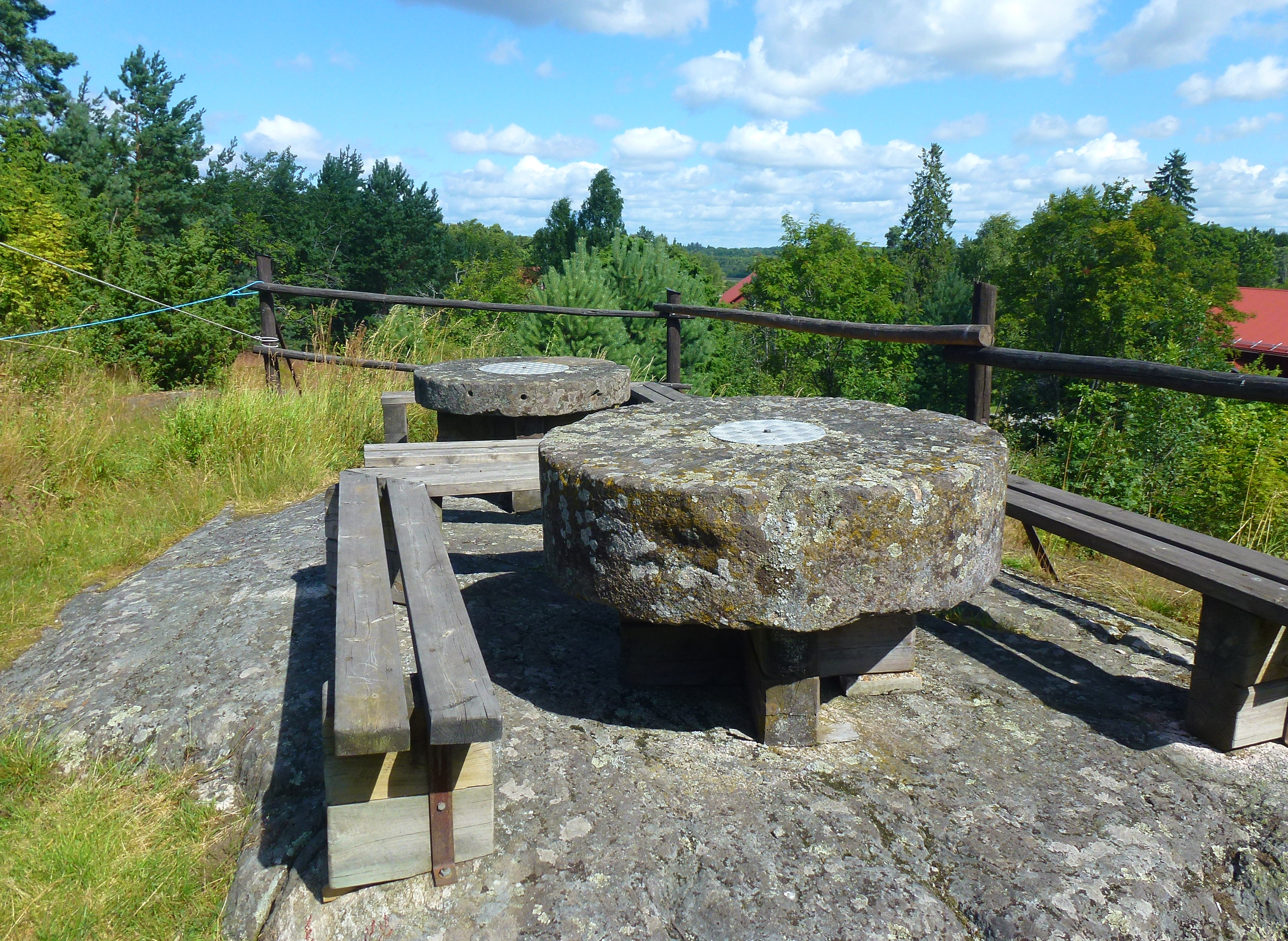
Kvarnstenarna från den äldre kvarnen
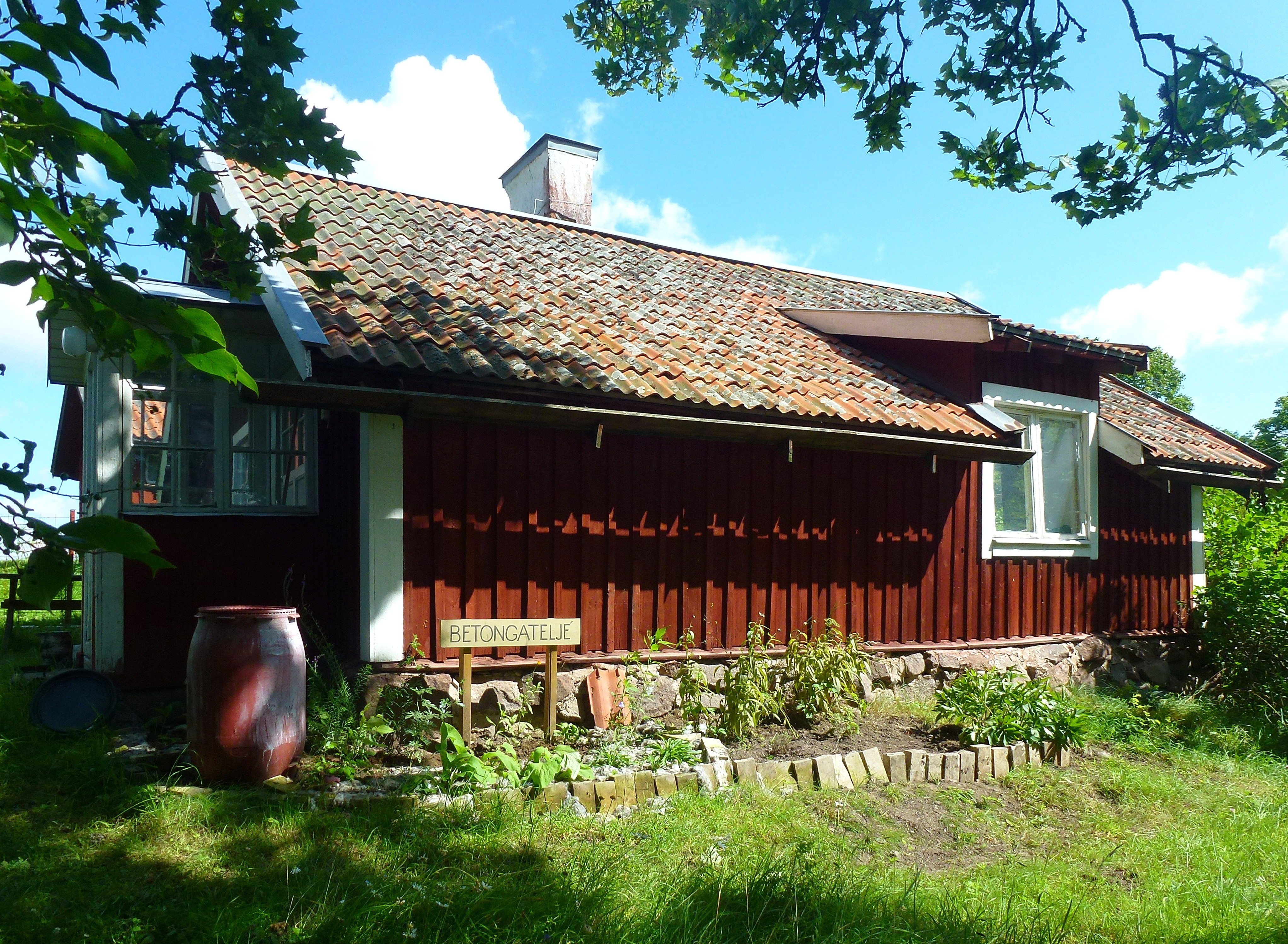
Kvarnstugan "Betongateljé"

## Bilder, interiör

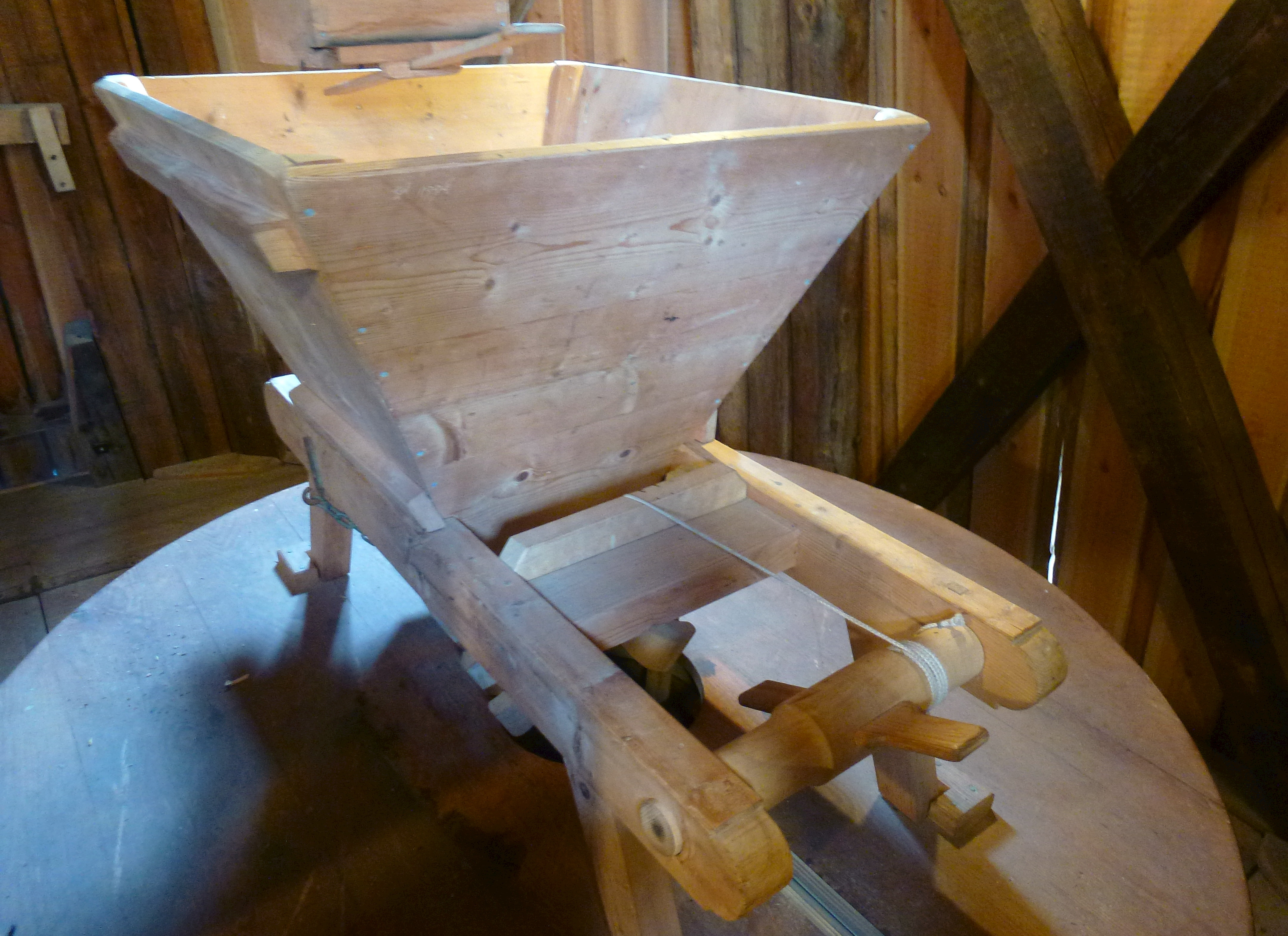
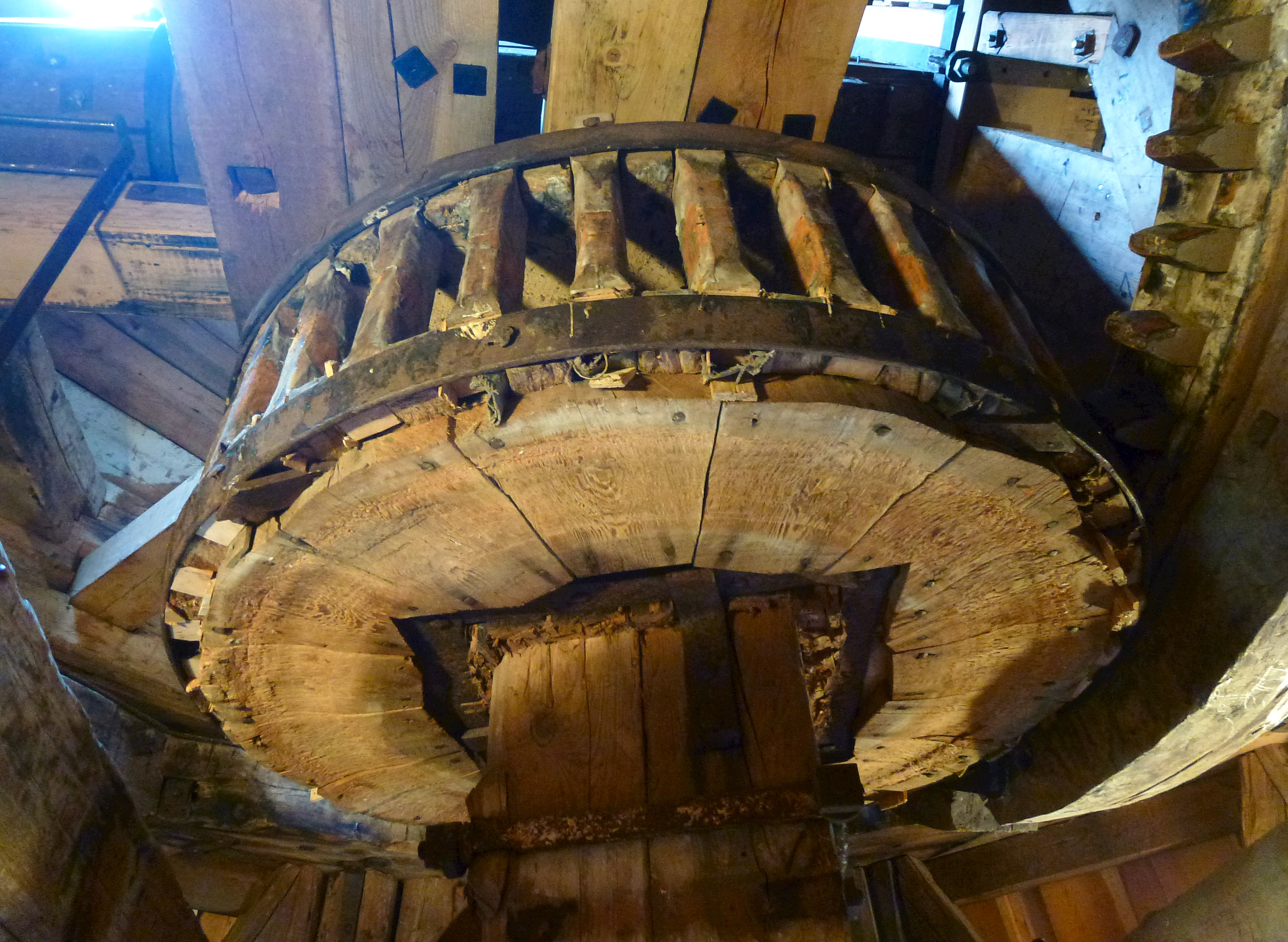
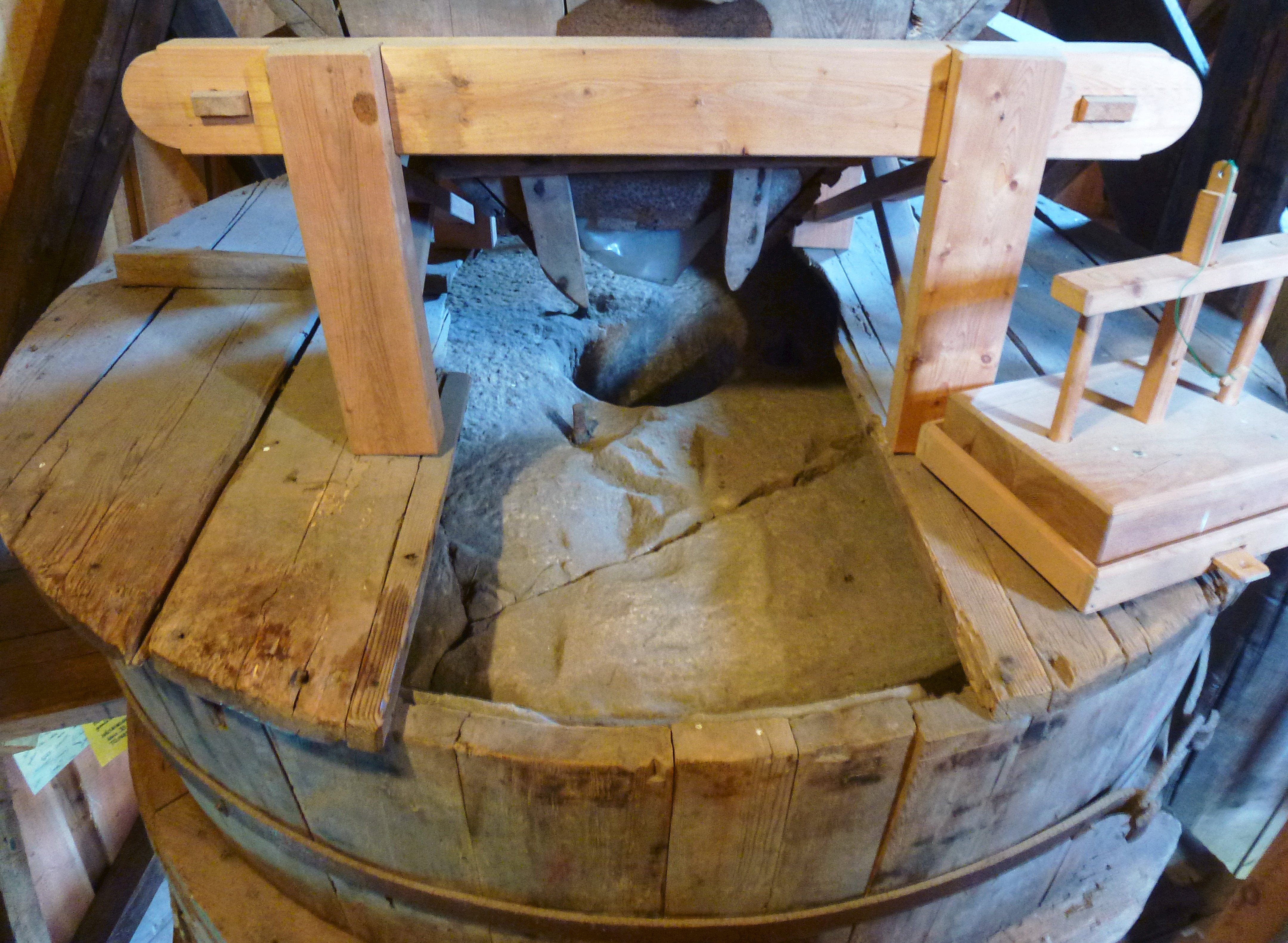
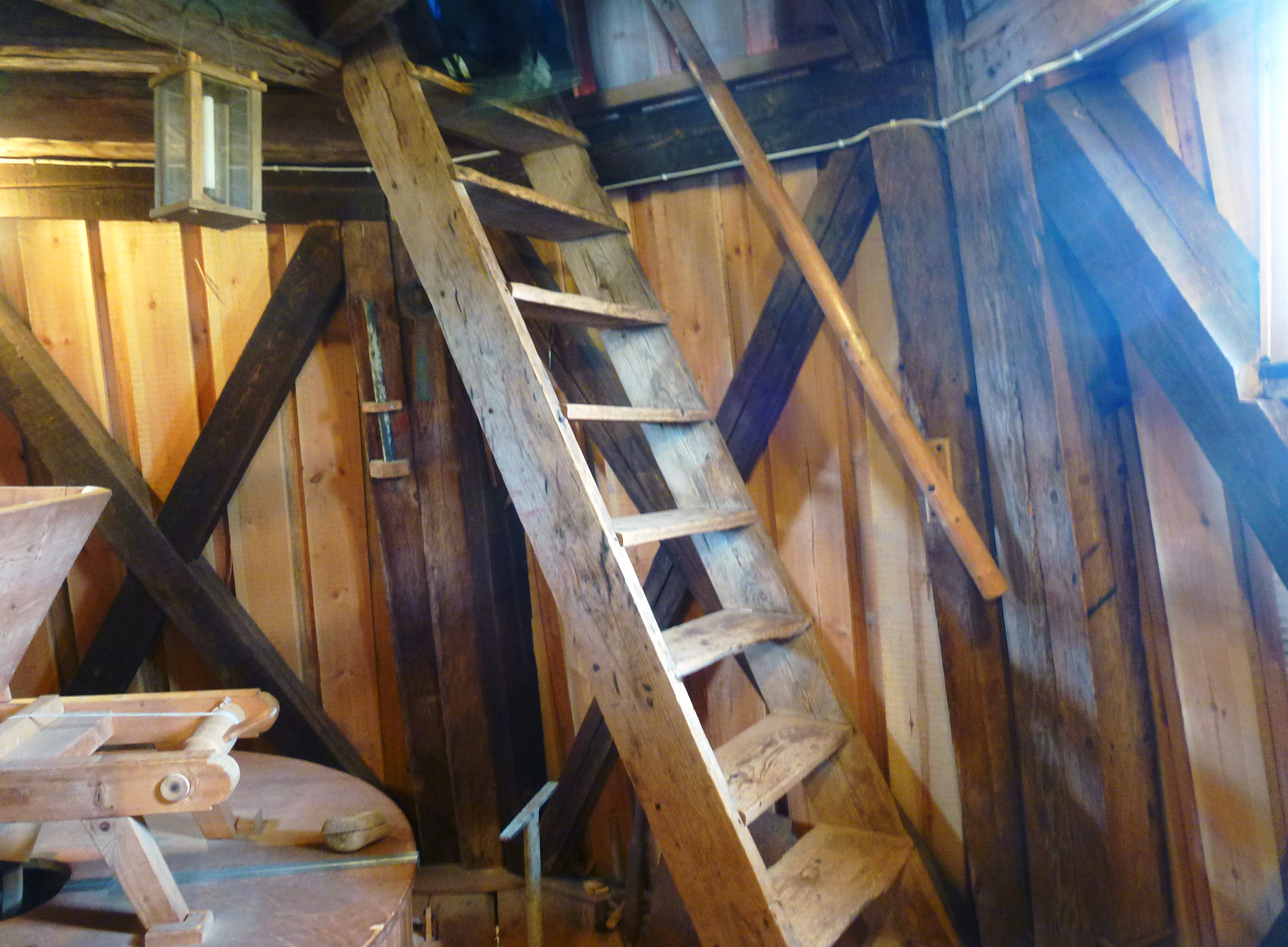
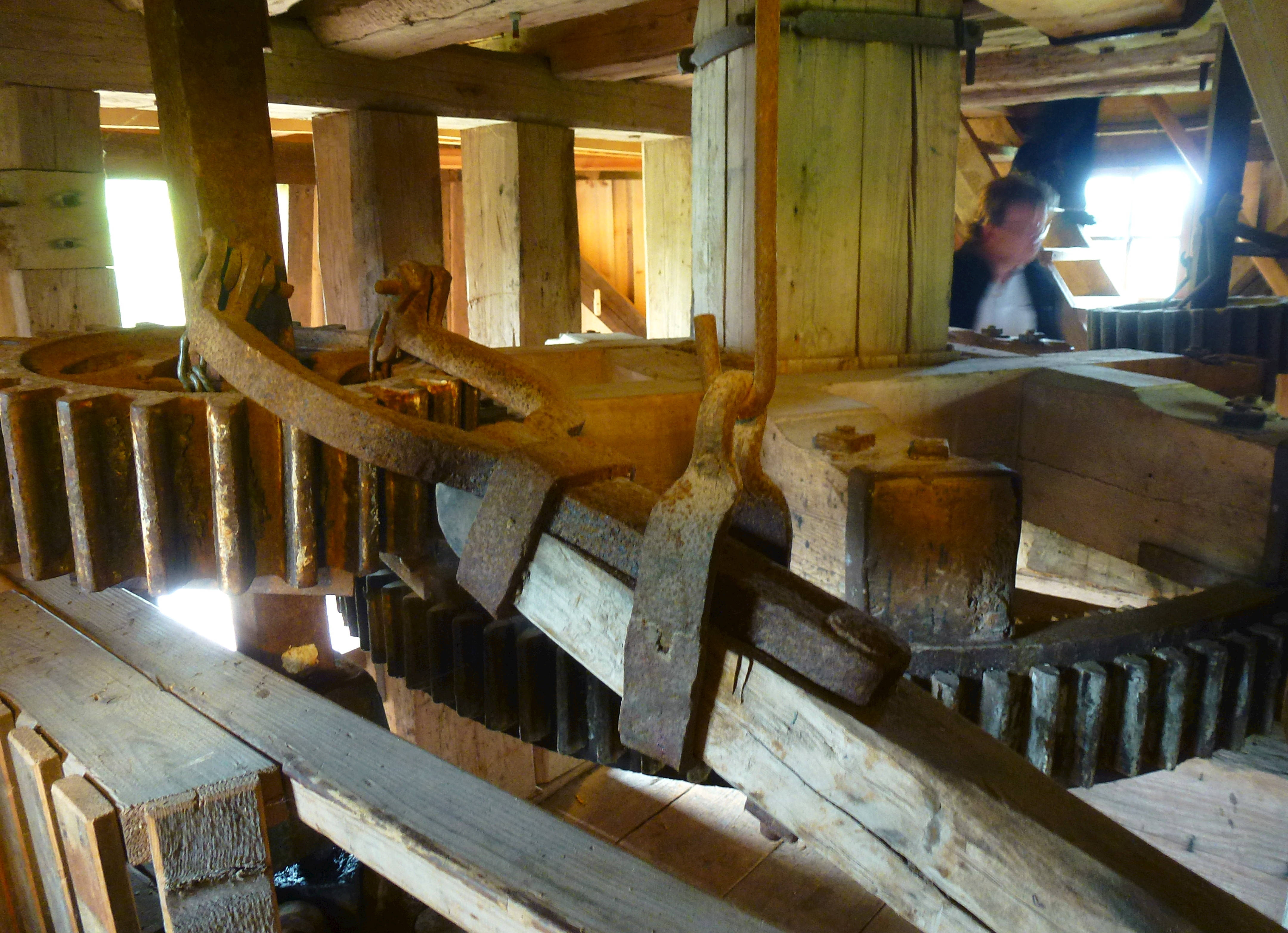